# WHMIS
Workplace Hazardous Materials Information System (WHMIS, francouzsky Système d'information sur les matières dangereuses utilisées au travail – SIMDUT, česky zhruba kanadský národní komunikační standard nebezpečnosti) je kanadský systém klasifikace nebezpečných materiálů. Klíčovými prvky systému jsou:
- varovné označování obalů z výrobků kontrolovaných WHMIS pomocí vlastního systému symbolů nebezpečí
- poskytování bezpečnostních listů (MSDS)
- poskytování pracovníků vzdělávacích a školících programů